# Енріке Олая Еррера
Енріке Альфредо Олая Еррера (ісп. Enrique Alfredo Olaya Herrera; 12 листопада 1880 — 18 лютого 1937) — колумбійський журналіст, державний і політичний діяч, тринадцятий президент Колумбії.

## Біографія
Народився 1880 року в місті Ґуатеке. Освіту здобував у Колумбійському національному університеті, а також навчався у Брюсселі.
Брав участь у бойових діях на території міста Нокаїма в Кундінамарці під час Тисячоденної війни. Після завершення війни продовжив вивчати право, 1904 року здобувши ступінь доктора правничих наук. 1906 року він поїхав до Бельгії, де зосередився на вивченні дипломатії, політології та журналістики.
Після повернення на батьківщину долучився до виступів проти уряду генерала Рафаеля Реєса Прієто, критикуючи договори між Колумбією та США, а також за втрату Панами. Після виходу президента Реєса у відставку в березні 1909 року Олая Еррера долучився до проведення конституційної реформи. Після того було проголошено період примирення, політичної толерантності й націоналізму. За підтримки Олаї Еррери та його однодумців президентом країни став Карлос Еухеніо Рестрепо.
В адміністрації Рестрепо Олая від серпня 1910 до листопада 1911 року обіймав посаду міністра зовнішніх відносин. Президент Хорхе Ольґуїн призначив його на таку ж посаду (1921—1922), в той же період Олая Еррера очолював міністерство сільського господарства. В 1920-их роках він також перебував на дипломатичних посадах, здебільшого налагоджуючи стосунки Колумбії зі Сполученими Штатами.
В 1930-их роках став лідером Ліберальної партії й найбільш реальною кандидатуру на президентських виборах 1930 року. Ті вибори Олая Еррера виграв і став новим президентом країни. Спочатку його уряд демонстрував ідеологічний компроміс, віддавши частину міністерських портфелів опонентам з Консервативної партії, яку очолював Лауреано Гомес, та поступово консерватори витіснялись зі своїх посад.
Термін президентства Олаї Еррери характеризується соціальною спрямованістю: було змінено трудове законодавство, а також реформовано систему соціального захисту. Разом з тим такі проєкти не могли бути реалізовані в повному обсязі через Біржовий крах 1929 року й подальшу світову економічну кризу. Також Олая Еррера опікувався розвитком національної промисловості. Натомість обсяги імпорту значно знизились, як і ціни на каву на міжнародному ринку.
Після початку світової економічної кризи Олая Еррера ініціював низку реформ, спрямованих на розвиток промисловості та зменшення національного боргу, що ще більше зріс через війну з Перу, яка почалась 1932 року. Той конфлікт спалахнув, коли перуанські війська раптово захопили порт на Амазонці — місто Летисія. Раніше, за президентства Хорхе Ольґуїна, було підписано секретну угоду між двома країнами про встановлення кордонів. Однак після того, як угода набула розголосу в Перу, багато перуанців виступили різко проти визначених державних меж. Окрім урядових коштів, ведення бойових дій підтримували й прості колумбійці, які пожертвували гроші та коштовності. Після численних битв війну біло завершено 1934 року підписанням Протоколу в Ріо, який підтвердив раніше підписаний договір про кордони й остаточно зняв прикордонні питання в колумбійсько-перуанських відносинах.
У внутрішній політиці Олая Еррера зосередився на розвитку інфраструктури та підтримці розвідки й видобутку природних ресурсів, особливо в північному регіоні Кататумбо. Окрім того президент намагався підтримувати співпрацю між гільдіями, для чого було започатковано Банк аграрного кредитування та Центральний іпотечний банк для фінансування доступного житла для людей з низьким рівнем доходів. Також з метою підтримки виробників кави було створено Національну федерацію виробників кави.
Після завершення президентського терміну Олая Еррера вийшов у відставку й 1935 року був призначений на посаду міністра закордонних справ, а згодом став послом Колумбії у Ватикані. Там, у Римі, він і помер у лютому 1937 року.